# Une soirée avec Claude Nougaro
Albums par Claude Nougaro
Paris Mai
(1968) Sœur Âme
(1971)
Lives par Claude Nougaro
Claude Nougaro Olympia 1977
(1977)
Une soirée avec Claude Nougaro (enregistrement public à l'Olympia) est le premier album live de Claude Nougaro. Enregistré en public à l'Olympia, il sort en avril 1969.

## Autour de l'album
- Référence originale :

L'album est réalisé par Claude Dejacques.

## Titres
| 1.  | Je crois                       |  |
| 2.  | Les Craquantes                 |  |
| 3.  | Bidonville                     |  |
| 4.  | Petit Taureau                  |  |
| 5.  | Berceuse à Pépé                |  |
| 6.  | À tes seins (« Saint Thomas ») |  |
| 7.  | Une bouteille à la mer         |  |
| 8.  | Armstrong                      |  |
| 9.  | Quatre boules de cuir          |  |
| 10. | La pluie fait des claquettes   |  |
| 11. | Schplaouch !                   |  |
| 12. | La Maîtresse                   |  |
| 13. | Une petite fille               |  |
| 14. | Paris Mai                      |  |

| 1.  | Le Jazz et la Java                   |  |
| 2.  | La Mutation                          |  |
| 3.  | Le Rouge et le Noir                  |  |
| 4.  | Il y avait une ville                 |  |
| 5.  | Les Mains d'une femme dans la farine |  |
| 6.  | Chanson pour le maçon                |  |
| 7.  | Homme                                |  |
| 8.  | Sing Sing Song                       |  |
| 9.  | Le Cinéma                            |  |
| 10. | Je suis sous                         |  |
| 11. | Western                              |  |
| 12. | À bout de souffle                    |  |
| 13. | Ô Toulouse                           |  |
| 14. | L'Amour sorcier                      |  |

## Musiciens
- Direction musicale : Eddy Louiss et Maurice Vander
- Piano : Maurice Vander
- Orgue : Eddy Louiss
- Chœur : Billy Poole (Disque 2 ; chansons # 7, 11 et 14)
- Trompette : Roger Guérin
- Saxophone ténor : Bob Garcia
- Bongos : Humberto Canto
- Percussions : Bernard Lubat
- Batterie : Charles Bellonzi
- Percussions africaines : Pierre Sénélus (Disque 1 et 2 ; chansons 14)
- Basse : Luigi Trussardi